# 英京大酒家

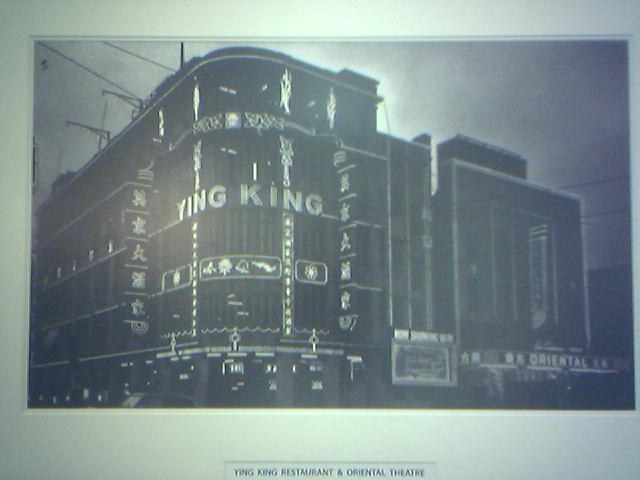
英京大酒家及東方戲院舊照

英京大酒家，或稱英京酒家，是香港一家中式粵菜酒家，1930年代開業。原址位於灣仔莊士敦道與菲林明道交界，東方戲院側，曾為早年灣仔區的地標。1950年代大業主高可寧身故後，酒樓所在地塊與相鄰的東方戲院於1982年被合併發展，重建為大有大廈，於1985年落成。

## 歷史
英京大酒家屬澳門富商高可寧的物業，樓高五層，設有電梯，可筵開百席。最高一層為裝潢古雅的金鸞殿，曾設舞廳夜總會，並曾作為舉辦選美之場地。酒家外牆裝設霓虹招牌，以對聯形式寫著「英京酒家國際宴會中西酒菜」、「廣州四大酒家廚師世界知名」。當年英京是香港最高級的食肆之一。第二次世界大戰後，英京已開始僱用女招待；1960年代，英京大酒家是香港其中一家曾擺設滿漢全席的酒家。

## 著名事件
1941年7月，中日戰爭期間，孫中山夫人宋慶齡在香港開展資助中國同胞抗戰的「一碗飯運動」，1941年7月1日晚上於英京酒家主持開幕典禮。「一碗飯運動」委員會各成員及150多位香港各界人士出席。宋慶齡並捐贈孫中山生前珍貴墨寶及其它文物紀念品，當場進行義賣籌款。
1959年3月6日，英女王皇夫菲臘親王官式訪問香港，晚上由香港各界華人於英京大酒家頂層金鸞殿設宴款待，出席人士共300多人，包括首席華人代表周埈年、周錫年、羅文錦及前港督葛量洪爵士等，晚宴由周埈年致歡迎辭，並致送紀念品，菲臘親王則致答謝辭。席上菜式包括菲臘親王喜愛的咕嚕肉等。
第30屆港澳埠際足球賽，1973年5月23日下午5時在旺角花墟球場舉行，當晚在英京酒家設埠際宴招待澳門隊。
1981年，高可寧後人宣布把英京大酒家與東方戲院同期結業，並整合成單一地皮重新發展為一座樓高24層的綜合性商廈，基座5層為商場，亦即大有大廈。

## 資料來源
1. ↑  圖說香江 （页面存档备份，存于） 文匯報，2008年5月29日
2. ↑  《香江知味：香港的早期飲食場所》p.49，鄭寶鴻，香港大學出版社 ISBN 962-8038-53-2
3. ↑  《滿漢全席大全》p.94，陳植漢，現代管理（飲食）專業協會
4. ↑  抗戰時期香港的“一碗飯運動” （页面存档备份，存于） 中國共產黨新聞網
5. ↑  工商日報，1959年3月7日
6. ↑  《吾土吾情》p.107，韋基舜，成報出版社